# Brenda Russell
Brenda Russell (Brooklyn, Nova Iorque, 8 de abril de 1949) é uma cantora, compositora e tecladista afro-americana. Conhecida por seu estilo eclético, suas gravações englobam diferentes gêneros, entre eles pop, soul e jazz. Como compositora de seu próprio repertório, as composições de Brenda são requisitadas e, ao longo do tempo, foram gravadas por nomes como Stevie Wonder, Aretha Franklin, Earth, Wind & Fire, Donna Summer e Sting.

## Discografia
- Brenda Russell (1979)
- Love Life (1981)
- Two Eyes (1983)
- Get Here (1988)
- Kiss Me With The Wind (1990)
- Greatest Hits (1992)
- Soul Talkin (1993)
- Paris Rain (2000)
- Ultimate Collection (2001)
- So Good So Right: The Best Of Brenda Russell (UK) (2003)
- Between The Sun And The Moon (2004)

## Filmografia
Brenda Russell também atuou como cantora nos seguintes filmes.
- American Hot Wax (1978)
- Liberty Heights (1999)